# محمد بن السائب الكلبي
محمد بن السائب بن بشر بن عمرو بن الحارث بن عبد الحارث الكلبي (نحو 55 هـ - 146 هـ / 675م - 763 م): نسابة، راوية، وعالم بالتفسير والأخبار وأيام العرب. من أهل الكوفة، مولده ووفاته فيها. وهو والد هشام بن محمد الكلبي المصنف العربي المشهور. قال عنه الذهبي: «العلامة الأخباري أبو النضر محمد بن السائب بن بشر الكلبي المفسر. وكان أيضا رأسا في الأنساب إلا أنه شيعي متروك الحديث»،وقال الطبري:«وكان محمد بن السائب عالما بالتفسير والأنساب وأحاديث العرب».وسماه اليعقوبي في الفقهاء أيام خلافة أبو جعفر المنصور.ارتبط الكلبي بعلاقات وطيدة مع حكام بني العباس الأوائل وكان ذو نفوذ ومقرباً منهم، وفي ذلك عباد بن صهيب يقول: «دخلت الكوفة فرأيت الكلبي يعمل عمل السلطان وعليه ثياب سواد فلم أكتب عنه».
كان جده بشر وأبوه السائب وأعمامه عبيد وعبد الرحمن شهدوا معركة الجمل ومعركة صفين مع علي بن أبي طالب، وقتل أبيه السائب بن بشر مع مصعب بن الزبير سنة 67 هـ.ورأى محمد بن السائب وهو غلاماً سنان بن أنس يحدث. ثار محمد بن السائب على الأمويين مع عبد الرحمن بن الأشعث سنة 82 هـ، وشهد وقعة دير الجماجم سنة 83 هـ. ثم عكف على الدراسات القرآنية والإخبارية، فصار إماماً في التفسير والأنساب وأخبار العرب. وألف تفسيراً رضي به المفسرون حتى قال ابن عدي:«الكلبي رجل معروف بالتفسير وليس لأحد تفسير أطول ولاَ أشبع مِنْهُ».وبعد أن ذاع ذكر كتابه التفسير في سائر الأقطار، وتلقاه أعلام العلماء بالقبول، استدعاه والي البصرة سليمان بن علي العباسي سنة 133 هـ، ففسر القرآن في البصرة.
كان محمد بن السائب على جانب كبير من العلم، لاسيما في التفسير والأخبار، فضلاً عن شهرته في الأنساب، فأخذ عنه ابنه هشام الأنساب وأخذ هو الأنساب عن طائفة من الرواة ونسابي القبائل، وفي ذلك قال ابنه هشام الكلبي: « قال لي أبي أخذت نسب قريش عن أبي صالح وأخذه أبو صالح عن عقيل بن أبي طالب. قال: وأخذت نسب كندة عن أبي الكناس الكندي وكان أعلم الناس. وأخذت نسب معد بن عدنان عن النجاد بن أوس العدوي وكان أحفظ من رأيت وسمعت به. وأخذت نسب أياد عن عدي بن زياد الايادي وكان عالما بأياد».

## النسب
محمد بن السائب بن بشر بن عمرو بن الحارث بن عبد الحارث بْن عَبْد العزى بْن امرئ القيس بْن عامر بْن النُّعمان بن عامر بن عَبْد ود بْن كنانة بن عوف بْن عذرة بْن زيد اللات بن رفيدة بن ثور بن كلب.

## تلاميذ الراوي
- مكحول بن أبي مسلم الشامي.
- سفيان الثوري.
- محمد بن إسحاق.
- محمد بن عبد الله (ابن كناسة).
- أبو بكر بن عياش.
- إبراهيم بن محمد الفزاري.
- إسماعيل بن عياش.
- أبو حنيفة النعمان.
- جرير الضبي.
- حماد بن سلمة البصري.
- سفيان بن عيينة.
- شريك بن عبد الله النخعي.
- شيبان النحوي.
- عمرو بن الحارث بن يعقوب.
- عبد الوهاب بن عطاء.
- أبو المنذر هشام الكلبي.

## أساتذة الراوي
- سعيد بن المسيب.
- أبو سلمة بن عبد الرحمن الزهري.
- عامر الشعبي.
- أبو صالح السمان.
- عكرمة البربري.
- علي بن عبد الله بن عباس.
- أبو إسحاق السبيعي.
- جرير.
- الفرزدق.

## مؤلفاته
- تفسير الكلبي